# Dorfkirche Teichweiden

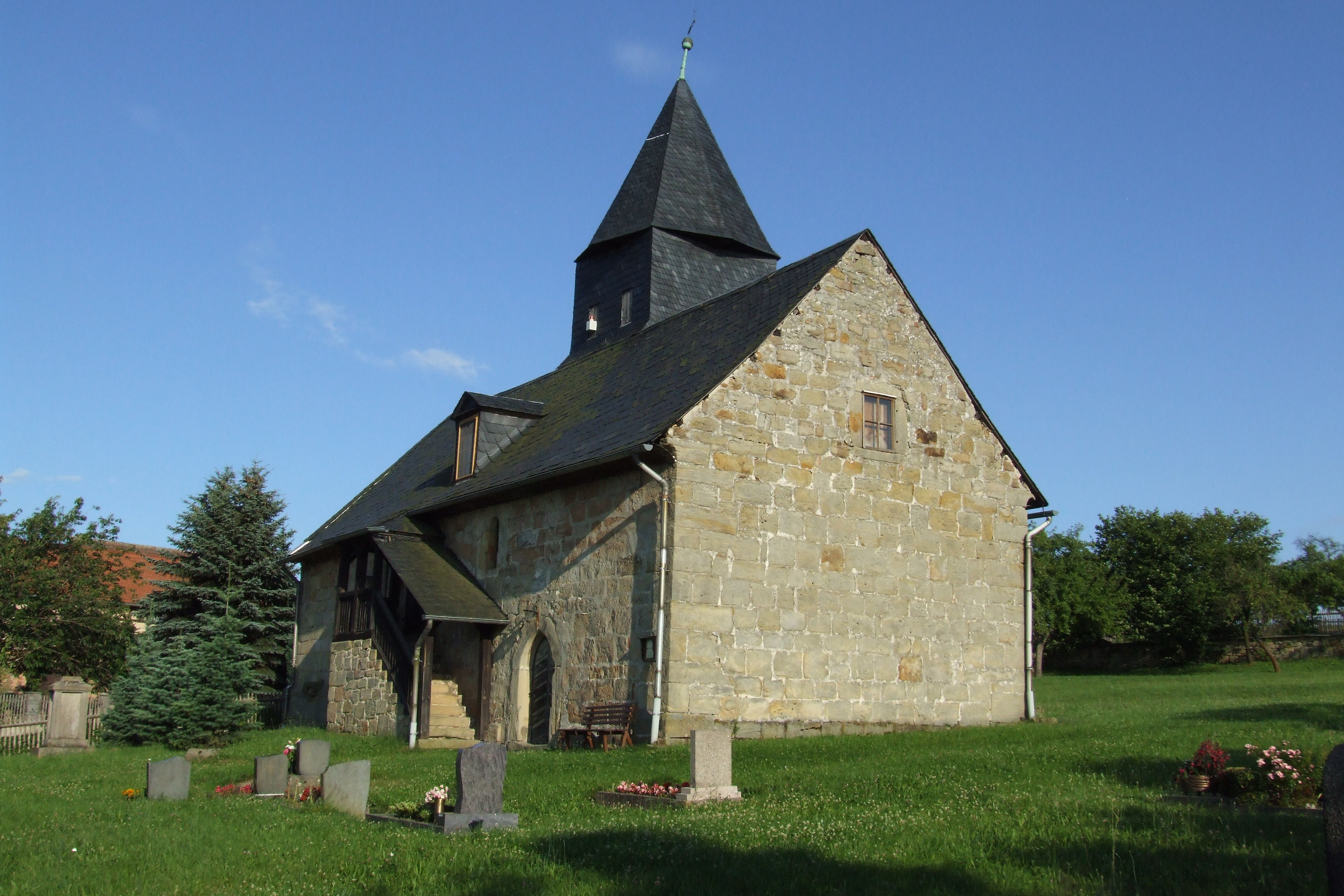
Die Kirche

Die Dorfkirche Teichweiden steht im Ortsteil Teichweiden der Gemeinde Uhlstädt-Kirchhasel im Landkreis Saalfeld-Rudolstadt in Thüringen.

## Geschichte
Die Dorfkirche ist eine spätgotische Saalkirche. Unter Einbeziehung eines Vorgängerbaus wurde sie zwischen dem 11. und 13. Jahrhundert errichtet. Im 15. Jahrhundert wurde sie nach Westen verlängert und in gleicher Breite des Chors angebaut.
Der aus dem Jahr 1500 stammende Flügelaltar ist in einer Saalfelder Werkstatt gebaut worden. Im überhöhten Flügelteil ist Maria mit dem Jesuskind auf der Mondsichel zu sehen. Links und rechts sind Heilige dargestellt. Auf der Außenseite sind die Verkündigung und die Geburt Jesu dargestellt. 1933 wurde dieser Flügelaltar restauriert.
Die Kanzel wurde 1990 eingebaut. Der Innenraum zeigt sich wie 1850 bemalt.
Zwei Glocken sind im Kirchturm angebracht. Eine stammt aus dem Jahr 1588 und wurde in Braunschweig gegossen. Die andere goss die Glockengießerei in Apolda 1980.